# Leucovis
Leucovis är ett släkte av fjärilar. Leucovis ingår i familjen nattflyn.
Kladogram enligt Catalogue of Life:
| Leucovis | \| \| Leucovis alba \| \| \| \| \| \| Leucovis latifascia \| \| \| \| \| \| Leucovis lepta \| \| \| \| |
|          | \| \| Leucovis alba \| \| \| \| \| \| Leucovis latifascia \| \| \| \| \| \| Leucovis lepta \| \| \| \| |
|          | Leucovis alba                                                                                          |
|          | |
|          | Leucovis latifascia                                                                                    |
|          | |
|          | Leucovis lepta                                                                                         |
|          | |